# 15220 Sumerkin
15220 Sumerkin (1981 SC7) là một tiểu hành tinh vành đai chính được phát hiện ngày 28 tháng 9 năm 1981 bởi L. V. Zhuravleva ở Đài vật lý thiên văn Crimean.